# Salima aus Kaschmir
Salima aus Kaschmir (Originaltitel: Salima bor i Kashmir) ist der Titel eines Fotobuches der schwedischen Schriftstellerin Vera Forsberg mit Fotos von Anna Riwkin-Brick. 1970 erschien das Buch bei Rabén & Sjögren als fünfzehntes und letztes Buch in der Reihe Kinder unserer Erde, für die auch Autorinnen wie Astrid Lindgren, Leah Goldberg, Elly Jannes, Eugénie Söderberg und Cordelia Edvardson die Texte beisteuerten. Ein Jahr später brachte der Oetinger Verlag das Buch auch in Deutschland heraus.

## Handlung
Salima lebt in Srinagar, der größten Stadt in Kaschmir auf einem Hausboot. Nazir ist Salmias jüngerer Bruder und geht zur Schule, während Salima als Mädchen zu Hause bleiben und sich um die jüngere Schwester kümmern soll. Eines Tages kommt ein Mädchen in Nazirs Klasse. Nazir möchte, dass auch Salima zur Schule gehen kann. Allerdings sagt ihm sein Lehrer, dass zunächst sein Vater und Großvater einwilligen müssen, damit Salima zur Schule kommen darf. Nazir will sich bei seinem Großvater dafür einsetzen, doch dieser lacht nur und meint das sei eine seltsame Idee. Salima müsse zu Hause noch genug lernen. Salima will nun ihrem Großvater beweisen, dass sie sehr schlau ist und deshalb auch zur Schule gehen kann. Sie hilft ihrer Mutter, wo sie nur kann. Als Salimas Großvater Nazirs Lehrer trifft und der ihm rät Salima zur Schule gehen zu lassen, willigt der Großvater ein. Salima ist überglücklich. Nach einiger Zeit kann sie bereits lesen, rechnen und schreiben und liest ihrem Großvater eine Zeitung vor.

## Hintergrund
Salima aus Kaschmir ist das letzte Buch der Buchreihe Kinder unserer Erde. 1969 reiste die Fotografin Anna Riwkin-Brick nach Kaschmir, um Fotos für das Buch zu machen. Vera Forsberg schrieb später den Text zu den Fotos. Das Buch wurde in viele Sprachen übersetzt, darunter Englisch, Hebräisch, Norwegisch und Deutsch.
In Israel war die Serie Kinder unserer Erde, zu der auch Salima aus Kaschmir gehört, ein großer Erfolg. Letzterer basierte auch auf den Übersetzungen der Dichterin Leah Goldberg. Im Jahr 2017 drehte die israelische Regisseurin Dvorit Shargal einen 50-minütigen Dokumentarfilm mit dem Titel Where is Elle Kari and what happened to Noriko-san?, der sich mit einigen Büchern der Reihe beschäftigt. Der Film führte dazu, dass neun Geschichten der Kinder unserer Erde Reihe in Israel neu aufgelegt wurden, darunter auch Salima aus Kaschmir.

## Rezeption
Vinayak Razdan lobt die Fotos von Anna Riwkin-Brick. Er meint, dass das freundliche Lächeln der Kinder in dem Buch, den Betrachter in seinen Bann ziehe. Es zeige eine unglaubliche Schönheit und Unschuld. Meena Khorana meint, dass der Leser sich gut in das Leben von Salima hineinversetzen könne. Besonders interessant sei es für den Betrachter von Salimas Wunsch zu lesen mit der Tradition zu brechen und auch als Mädchen zur Schule gehen zu können. Die Schönheit des Srinagartals und seiner Bewohner werde durch die vielen Fotos festgehalten.  Elisabeth Wesseling lobte die hohe künstlerische Qualität des Buches.

## Ausgaben
- Salima bor i Kashmir, Rabén & Sjögren, 1970, schwedische Ausgabe
- Salima lives in Kashmir, Methuen & Co, 1971 britische Ausgabe
- Salima lives in Kashmir, Macmillan 1971, US-amerikanische Ausgabe
- Salima aus Kaschmir, Oetinger Verlag, 1971, deutsche Ausgabe
- Salimah hayaldah mi-Ḳashmir, Merḥaviah: Sifriyat Po‛alim, 1973, hebräische Ausgabe
- Salima bor i Kashmir, Gyldendal, 1971, norwegische Ausgabe